# ژرژ ارنست بولانژه
ژرژ ارنست ژان-ماری بولانژه (زاده ۲۹ آوریل ۱۸۳۷ – درگذشته ۳۰ سپتامبر ۱۸۹۱)، ملقب به ژنرال رُوانش (به انگلیسی: General Revanche)، ژنرال و سیاستمدار فرانسوی بود. او که در دهه دوم جمهوری سوم یک شخصیت عمومی بسیار محبوب بود، در چندین انتخابات پیروز شد. در اوج محبوبیت وی در ژانویه ۱۸۸۹، این ترس وجود داشت که او آنقدر قدرتمند باشد که بتواند جایگاه خود را به عنوان دیکتاتور تثبیت کند. پایگاه حمایتی او مناطق کارگری پاریس و دیگر شهرها، به علاوه کاتولیک‌های سنت گرا روستایی و سلطنت طلبان بودند. وی مروج ناسیونالیسم تهاجمی بود که به عنوان انتقام‌گرایی شناخته می‌شد. با آلمان مخالفت کرد و خواهان انتقام شکست جنگ فرانسه و پروس (۱۸۷۰–۱۸۷۱) شد.
انتخابات سپتامبر ۱۸۸۹ یک شکست قاطع برای بولانژیست‌ها بود. تغییرات در قوانین انتخاباتی باعث شد که بولانژه در حوزه‌های انتخابیه متعدد شرکت نکند و مخالفت تهاجمی دولت مستقر، همراه با تبعید خودخواسته بولانژه، به افول سریع جنبش کمک کرد.
افول بولانژه به شدت قدرت سیاسی عناصر محافظه کار و سلطنتی سیاسیون فرانسه را تضعیف کرد. آنها تا زمان استقرار رژیم ویشی در سال ۱۹۴۰ قدرت پیدا نکردند.
محققان شکست این جنبش را به ضعف‌های خود بولانژه نسبت می‌دهند. با وجود کاریزما، وی فاقد خونسردی، ثبات و قاطعیت و یک رهبر متوسط که فاقد بینش و شجاعت بود. هرگز نتوانست عناصر ناهمگون را از جناح چپ تا راست افراطی که پایه حمایتش را تشکیل می‌دادند، متحد کند. با این حال، توانست جمهوریخواهان را بترساند و آنها را مجبور به سازماندهی مجدد و تقویت همبستگی شان در مخالفت با خود کند.

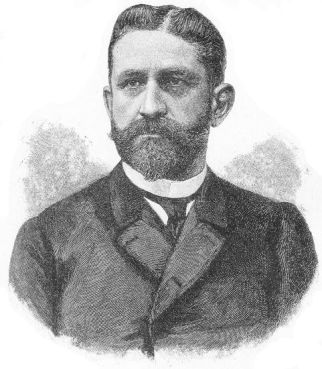
پرتره ژنرال ژرژ بولانژه

## مرگ

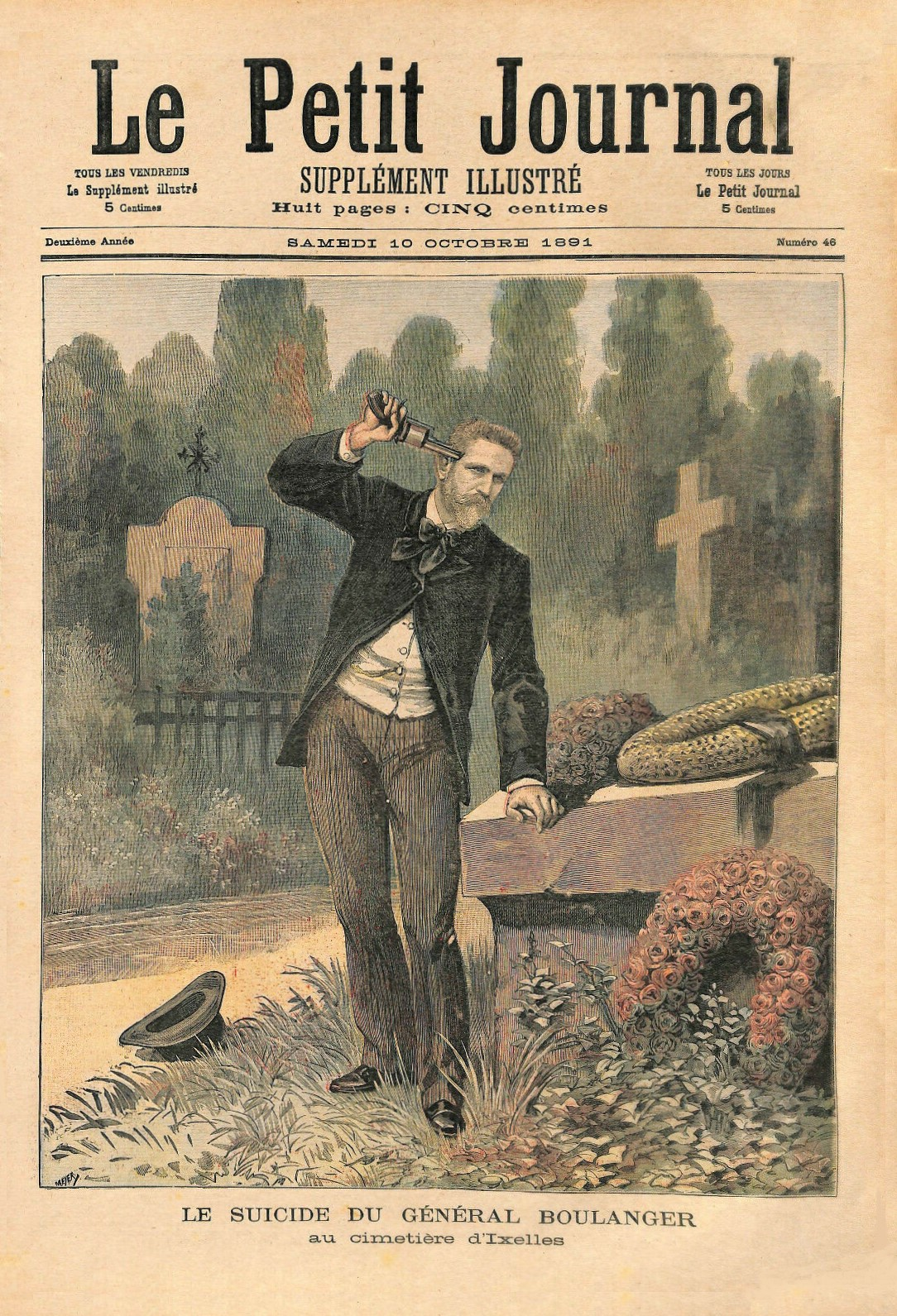
خودکشی بولانژه، همان‌طور که در روزنامه لو پتی ژورنال (۱۰ اکتبر ۱۸۹۱) گزارش شده است.

پس از فرارش، حمایت از وی کاهش یافت و بولانژیست‌ها در انتخابات عمومی ژوئیه ۱۸۸۹ شکست خوردند. (بعد از اینکه دولت، بولانژه را از کاندیداتوری منع کرد). بولانژه قبل از بازگشت به گورستان ایکسل در بروکسل در سپتامبر ۱۸۹۱ برای زندگی به جرزی رفته بود ولی بعد با شلیک گلوله ای بر سر، روی قبر معشوقه اش، مادام دو بونمن (نام خانوادگی مارگریت بروزه) که در ژوئیه قبل در آغوشش مرده بود، به زندگی خود پایان داد. او را در همان قبر دفن کردند.

### مطالعات فرانسه
- Adrien Dansette, Le Boulangisme, De Boulanger à la Révolution Dreyfusienne, 1886–1890, Paris: Libraire Academique Perrin, 1938.
- Raoul Girardet, Le Nationalisme français, 1871–1914, Paris: A. Colin, 1966.
- Jacques Néré, Le Boulangisme et la Presse, Paris: A. Colin, 1964.
- Odile Rudelle, La République Absolue, Aux origines de l'instabilité constitutionelle de la France républicaine, 1870–1889, Paris: Publications de la Sorbonne, 1982.
- Zeev Sternhell, La Droite Révolutionnaire, 1885–1914; Les Origines Françaises du Fascisme, Paris: Gallimard, 1997.